# パレスチナ (テキサス州)
パレスチナ（/ˈpæl↪Ll_26A/ PAL-ih-steen）は、アメリカ合衆国テキサス州アンダーソン郡の都市であり、同郡の郡庁所在地である。この名前は、イリノイ州のパレスチナ村から移住してきた伝道師ダニエル・パーカーによって命名された。また、ミシャム・メインという人物がパーカー一家や他の数人の家族と共にこの地に移住した際に、彼の故郷であるイリノイ州パレスチナにちなんでパレスチナと名付けたという説もある。
2020年アメリカ合衆国国勢調査による人口は18,544人で、テキサス州北東部で6番目に人口の多い市である。パレスチナはパイニーウッズに位置する比較的小さな都市で、ダラス、ヒューストン、ルイジアナ州シュリーブポートの主要都市から等距離にある。
自然環境に恵まれ、ハナミズキの開花シーズンは注目に値する。23の史跡がアメリカ合衆国国家歴史登録財に登録されており、歴史的なテキサス州鉄道の西の終着駅であった。今日、この蒸気機関車とディーゼル機関車の鉄道博物館は、パレスチナとラスクを結ぶ観光列車を運行している。